# Krusty's Fun House
Krusty's Fun House, también conocido como Krusty's Super Fun House, es un videojuego de puzle de 1991 basado en la serie Los Simpson. Fue desarrollado por Fox William para la compañía Audiogenic bajo el título Rat-Trap, que llevó a publicarlo en escaso éxito de ventas. Posteriormente, fue licenciado y adaptado a la temática de Krusty por petición de Acclaim Entertainment que ya había publicado varios videojuegos basados en Los Simpson.

## Desarrollo
Acclaim Entertainment lo publicó para las videoconsolas Nintendo Entertainment System, Master System, Game Boy y Sega Game Gear bajo el título Krusty's Fun House y para las videoconsolas Super Nintendo Entertainment System y Mega Drive bajo el título Krusty's Super Fun House. A su vez Acclaim Entertainment licenció el juego a Virgin Interactive que lo publicó bajo el título Krusty's Super Fun House para computadoras que usaran el sistema operativo DOS y computadoras Commodore Amiga.

## Mecánica de juego
El jugador controla a el payaso Krusty en escenarios con scroll horizontal en su objetivo de destruir a todas las ratas que han invadido su Krusty Brand Fun House —Casa de la diversión marca Krusty, en idioma inglés; cada nivel incluye un número determinado de ratas. Usando diferentes objetos, Krusty debe facilitarle el camino a las ratas y guiarlas hacía el dispositivo que las destruirá. En cada nivel, estos dispositivos son controlados por diferentes personajes entre los que se incluyen Bart Simpson, Homer Simpson y Sideshow Mel. En cada nivel también aparecen otras criaturas como serpientes y cerdos voladores que atacaran a Krusty; para derrotarlas el jugador puede arrojarle pasteles.
El juego incluye un sistema de contraseñas en el que notablemente todos son nombres de personajes de Los Simpson. La única excepción es la contraseña _Joshua_ en la versión para Super Nintendo Entertainment System, una referencia a la película Juegos de guerra.